# Russian Roulette
Russian Roulette je sedmé studiové album německé heavymetalové skupiny Accept. Vydáno bylo v dubnu roku 1986 společnostmi RCA Records (Evropa) a Portrait Records (USA) a jeho producenty byli členové skupiny. Nahráno bylo od října 1985 do ledna následujícího roku ve studiu producenta Dietera Dierkse ve Stommelnu. Jde o poslední album skupiny se zpěvákem Udem Dirkschneiderem až do roku 1993, kdy vyšlo album Objection Overruled. Zároveň jde o poslední desku skupiny Accept, na níž hrál Jörg Fischer.

## Seznam skladeb
Autory všech skladeb jsou Accept a Deaffy.
1. „T.V. War“ – 3:27
2. „Monsterman“ – 3:25
3. „Russian Roulette“ – 5:22
4. „It's Hard to Find a Way“ – 4:19
5. „Aiming High“ – 4:26
6. „Heaven Is Hell“ – 7:12
7. „Another Second to Be“ – 3:19
8. „Walking in the Shadow“ – 4:27
9. „Man Enough to Cry“ – 3:14
10. „Stand Tight“ – 4:05

## Obsazení
- Udo Dirkschneider – zpěv
- Wolf Hoffmann – kytara
- Jörg Fischer – kytara
- Peter Baltes – baskytara
- Stefan Kaufmann – bicí